# Trendelburg
Trendelburg est une municipalité allemande située dans le land de la Hesse et l'arrondissement de Cassel. Son château abrite la « tour de Raiponce », de la fenêtre de laquelle pend une très longue natte de cheveux blonds.

## Personnalités liées à la ville
- Karl Gerland (1905-1945), homme politique né à Gottsbüren.